# 303
303 (CCCIII) je bilo navadno leto, ki se je po julijanskem koledarju začelo na petek.

## Smrti
- Narseh, kralj kraljev Sasanidskega cesarstva (*  228-233)